# Succinea luteola
Succinea luteola är en snäckart som beskrevs av Gould 1848. Succinea luteola ingår i släktet Succinea och familjen bärnstenssnäckor. Inga underarter finns listade i Catalogue of Life.